# Embioptere
Embiopterele (Embioptera), cu denumiri mai vechi de Embiodea, Embidina, Embiidina  este un ordin de insecte mici, de 1,5-2 mm lungime (unele până la 20 mm), asemănătoare la înfățișare cu termitele, cu corpul subțire și alungit, puțin turtit și cu colorit brun-închis. Majoritatea speciilor sunt nearipate (aptere), la altele numai masculii au aripi. Aripile, când există, sunt homonome, cu nervația redusă, cele anterioare puțin mai scurte. Capul este prognat, mare, oval, cu clipeu mare și antene moniliforme de lungime medie. Toracele este heteronom, cu protoracele mai mic, mezotoracele fiind segmentul cel mai mare. Picioarele heteronome, tarsele din trei  articole. Pe tarsul primei perechi de picioare se află o glandă sericigenă,  cu care-și țes culcușul pe pământ. Abdomenul este alcătuit din 10 segmente, ultimul înzestrat cu o pereche de cerci scurți biarticulați, asimetrici la masculi.
Se hrănesc cu resturi vegetale și cu detritus. Masculii nu se hrănesc. Femela stă, de regulă, în cuibul țesut cu fire de mătase, în pământ, pe sub pietre, sub trunchiuri, sub scoarță sau își fac cuiburi în mușuroaie de termite. S-au descris până în prezent circa 360 de specii care trăiesc în țările tropicale, ajungând până în sudui Europei, în ținuturile mediteraneene. Nu au fost găsite în România.